# Theodorus van Gogh

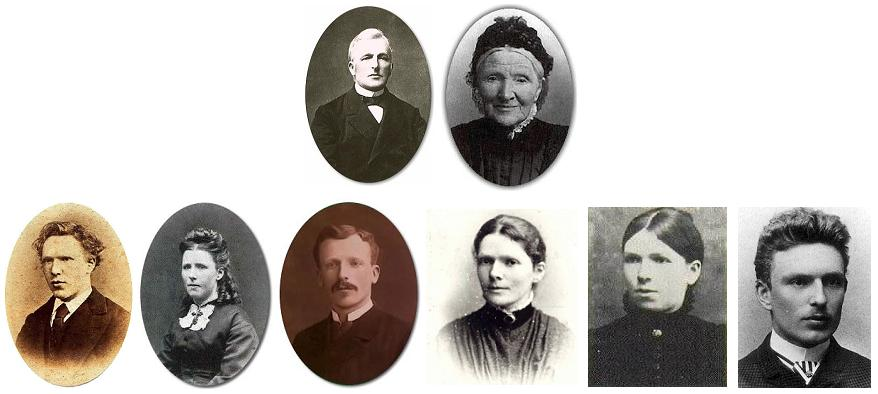
Familie van Gogh

Theodorus van Gogh (Benschop, 8 februari 1822 – Nuenen, 26 maart 1885) was een Nederlandse predikant in de Nederlandse Hervormde Kerk te Zundert en Nuenen. Hij was de vader van de kunstschilder Vincent van Gogh (1853-1890).
Van Gogh was een telg uit het geslacht Van Gogh. Zijn vader was Vincent van Gogh (1789-1874) die onder meer dominee was in de Grote Kerk van Breda en van 1825 tot 1866 functies bekleedde bij de Maatschappij van Welstand, die de vele arme gezinnen ondersteunde.
In 1849 werd Theodorus van Gogh predikant te Zundert en in 1851 trouwde hij met Anna Cornelia Carbentus (1819-1907), die dochter was van een boekhandelaar. Haar zus Cornelia was in 1850 met Vincent, een broer van Theodorus van Gogh getrouwd.
Zij kregen de volgende kinderen:
- Vincent Willem van Gogh, die dood werd geboren in 1852. Zijn graf bevindt zich naast het Van Goghkerkje te Zundert;
- Vincent Willem van Gogh, de latere kunstschilder (1853);
- Anna Cornelia van Gogh (1855);
- Theodorus (Theo) van Gogh, met wie Vincent intensief correspondeerde (1857);
- Elisabeth Huberta (Lies) van Gogh (1859);
- Willemina Jacoba (Wil) van Gogh (1862);
- Cornelis Vincent (Cor) van Gogh (1867).

De dominee was gezien in het rooms-katholieke Zundert, aangezien hij geen scherpslijper was en ook arme katholieke gezinnen ondersteunde. Daarnaast was hij bevriend met de katholieke burgemeester Van Beckhoven. Hij was districtsbestuurder van de Maatschappij van Welstand.
In 1871 verhuisde het gezin naar Helvoirt, om in 1878, met de kinderen Wil en Cor, naar Etten te verhuizen, waar Theodorus als dominee werd beroepen. Ook vanuit Nuenen werd toen verzocht aan Theodorus om daar de vacante domineespositie te vervullen. In 1878 kwam Vincent weer thuis, maar hij vertrok enkele maanden later naar de Borinage.
In 1881 kwam Vincent weer bij zijn ouders wonen, en richtte een atelier in in de pastorie van Etten. Hij kreeg ruzie met zijn vader en vertrok naar 's-Gravenhage.
In 1882 verhuisde het echtpaar, samen met Cor, naar Nuenen. Einde 1883 voegde Vincent zich bij hen. Zij woonden in het 18e-eeuwse Domineeshuis, dat nog steeds in originele staat in Nuenen te vinden is en waar ook tegenwoordig nog de dominee woont. Vincent verbleef meestal in zijn atelier, dat zich bevond in de woning van de katholieke koster Johannes Schafrath.
Het werk voor Welstand eiste lange voettochten naar afgelegen boerderijen, en in 1884 wilde Theodorus, vanwege zijn tanende gezondheid, hiermee stoppen, maar hij ging toch door.
Theodorus van Gogh overleed op 26 maart 1885: "van een verre tocht over de hei thuiskomend, viel hij op de drempel zijner woning neer en werd levenloos het huis binnengedragen". Hij ligt begraven op de oude begraafplaats aan de Tomakker te Nuenen.
Dominee Van Gogh werd knap en beminnelijk gevonden, maar was geen getalenteerd predikant. Zijn bijnaam was: "de mooie dominee".